# Дяків Василь Григорович
Василь Григорович Дяків (нар. 21 серпня 1970, м. Зборів, Україна) — український педагог. Переможець національної премії Global Teacher Prize Ukraine (2020).

## Життєпис
Василь Дяків народився 21 серпня 1970 року в місті Зборові Тернопільського району Тернопільської области України.
Закінчив Зборівську середню школу (1985), Чортківське педагогічне училище (1989, нині гуманітарно-педагогічний коледж, спеціальність — учитель початкових класів), педагогічний факультет Чернівецького університету (1996, спеціальність — Початкова освіта. Народознавство), факультет післядипломної освіти Тернопільського національного педагогічного університету (2006, спеціальність — історія і право).
Проходив службу в армії. Працював учителем класу-комплекту в Монилівського середньої школи Зборівського району Тернопільської области, учителем початкової школи села Берестка Заліщицького району Тернопільської области, в Заліщицькій восьмирічній школі Тернопільської области (1993—1997), педагогом-організатором (1997—2003), заступником директора з виховної роботи Заліщицької державної гімназії.
Від 1997 — учитель основ здоров'я, історії, громадянської освіти Заліщицької державної ґімназії.
Викладач секції історії України Заліщицької філії обласного відділення МАН України.
У 2002—2018 роках підготував близько 60 призерів обласного етапу конкурсу-захисту науково-дослідницьких робіт МАН України, восьмеро з яких представляли область на заключному етапі: семеро ставали переможцями, троє — президентськими стипендіатами.
Учасник багатьох всеукраїнських та міжнародних освітніх проєктів.
Член правління Всеукраїнської асоціації викладачів історії та суспільних дисциплін «Нова Доба».

### Родина
Одружений, з дружиною Оксаною виховують доньку.

## Секрети успішності
За 19 років роботи він випустив 59 переможців обласного етапу Малої Академії Наук України. До того ж, вони продовжують спілкування після завершення навчання у школі. Найголовніший секрет успішності Василя Дяківа — досягнення його учнів. Часто він запитує своїх випускників чи вони щасливі та отримує позитивну відповідь.
Педагог вважає, що командна робота має велике значення для розвитку особистості. По-перше, щоб розуміти стратегію завдання. По-друге, дається право вибору. Адже це розвиває усвідомленість.
Серед секретів успішності вчителя — комунікація. Кожну дитину вважає унікальною, тому до кожного знаходить особливий підхід. Каже, що це можливо тільки тоді, коли залишається щирим і відкритим. Оскільки діти мають чутливе до брехні серце і на підсвідомому рівні відрізняють правду від обману.
Ще одна складова — діджиталізація. Це незамінна частина нашої повсякденності. Все ж таки, він не хоче втрачати ефективне спілкування. На його погляд, це допомагає шукати компроміси і знаходити нові ідеї.
Вчитель, на його думку, має безперервно розвиватися. Часи змінюються. Наприклад, у зв'язку із дистанційним навчанням довелося вивчати нові додатки для спілкування та впроваджувати незвичні для багатьох методи комунікації.
Вчитель розповідає — учні часто навчають його мислити неординарно. У них закладені зовсім інші цінності, які часто він переймає і для себе. Адже діти багато мріють, вони не зациклені на стереотипах, комплексах, живуть без створених суспільством меж. Василь Дяків захоплюється цим мисленням і отримує задоволення від власної роботи. Часто треба вийти із зони комфорту, щоб реалізувати свою мету.
Теперішнє покоління дітей краще сприймає візуальну інформацію. Перш за все їм треба бачити, а не читати. Тому Василь Дяків показує учням ролики. На предмету «Основи здоров'я» намагається більше впроваджувати життєві поради. Тобто не лише він розказує про ситуації з буденності, а й запитує учнів про їхній досвід. Справжня команда — вчитель і клас, переглядають відеоролики на дві або три хвилини і після цього обговорюють, роблять висновки, виконують завдання.
Кращий вчитель року переконаний, що усі є індивідуальними, та це не заваджає їм залишатися командними гравцями.
Василь Дяків не боїться помилятися. Ділиться, що інколи може сказати щось, не подумавши. Проте завжди вибачається за помилки перед учнями.
Коли абітурієнт вступає до педагогічного університету тільки тому, що його туди взяли — це не його покликання. Кращий вчитель України 2020 радить не калічити душі маленьких учнів. Каже: «Лише особистість може виховати особистість». Та людина, яка знаходиться не на своєму місці, не зможе виконати цього завдання.

## Нагороди та відзнаки
- переможець національної премії Global Teacher Prize Ukraine[1];
- лауреат конкурсу «Людина року-2019» (Тернопільщина);
- переможець Всеукраїнського конкурсу «Учитель року–2019»;
- Заслужений вчитель України (2019)[5].